# Cucumella
Cucumella is een geslacht van zeekomkommers uit de familie Cucumariidae.

## Soorten
- Cucumella triperforata Thandar & Arumugam, 2011
- Cucumella triplex Ludwig & Heding, 1935